# Kirsten Reinhardt
Kirsten Reinhardt (* 1977 in der Lüneburger Heide) ist eine deutsche Schriftstellerin, sie schreibt Kinderbücher und Theaterstücke.

## Leben und Wirken
1996 machte sie das Abitur an der Deutschen Schule Tokyo/Yokohama (DSTY) in Japan. Dem Studium der Theaterwissenschaft und Literaturwissenschaft folgte eine Ausbildung zur Redakteurin an der Berliner Journalisten-Schule (BJS). Sie arbeitete als Redakteurin bei der tageszeitung (taz).
2009 gewann sie den Oldenburger Kinder- und Jugendbuchpreis für ihr noch unveröffentlichtes Manuskript, das 2011 unter dem Titel Fennymores Reise oder Wie man Dackel im Salzmantel macht im Carlsen Verlag erschien. Von der Kritik positiv aufgenommen, ist der Titel zudem für mehrere Auszeichnungen nominiert und in fünf Sprachen übersetzt worden. Mittlerweile liegen weitere Romane für Kinder und ein Bilderbuch von ihr vor. Seit 2019 schreibt Kirsten Reinhardt auch für das Theater, ihr Stück Fennymore oder Wie man Dackel im Salzmantel macht – ein Antidiktatorentheater wurde für 2021 zum Deutschen Kinder- und Jugendtheatertreffen eingeladen.
Sie lebt als freischaffende Schriftstellerin in Berlin.

## Bibliografie

### Kinder- & Jugendliteratur
- 2011: Fennymores Reise oder Wie man Dackel im Salzmantel macht. Carlsen Verlag, Hamburg, ISBN 978-3-551-55582-3
- 2013: Die haarige Geschichte von Olga, Henrike und dem Austauschfranzosen. Carlsen Verlag, Hamburg, ISBN 978-3-551-58290-4
- 2017: Der Kaugummigraf. Carlsen Verlag, Hamburg, ISBN 978-3-551-55654-7
- 2018: Karl und Knäcke lernen Räubern. Carlsen Verlag, Hamburg, ISBN 978-3-551-55385-0
- 2022: Elvis Gursinski und der Grabstein ohne Namen. Beltz und Gelberg, Weinheim, ISBN 978-3-407-75681-7
- 2022: CLARA – meine kleine Schwester von nebenan. Knesebeck Verlag, München, ISBN 978-3-95728-622-2

#### Theater
- Fennymore oder Wie man Dackel im Salzmantel macht – ein Antidiktatorentheater, Regie: Sebastian Mauksch, Premiere am 27. Oktober 2019 am Ballhaus Ost
- Karl und Knäcke lernen Räubern – eine Wohnraumentprogrammierungsmelancholie, Regie: Sebastian Mauksch, Premiere am 2. Oktober 2020 am Ballhaus Ost

#### Hörspiele
- 2012: Fennymores Reise oder Wie man Dackel im Salzmantel macht, WDR – Sprecher u. a. Matthias Brandt, als CD-Fassung von WDR/Der Audio Verlag, 2012: ISBN 978-3-86231-138-5
- 2017: Der Kaugummigraf, WDR[2] – Sprecher u. a. Horst Sachtleben, Ulrike Bliefert, als CD-Fassung von WDR/Hörbuch Hamburg, 2017: ISBN 978-3-86742-332-8

## Nominierungen & Auszeichnungen
- 2009: Oldenburger Kinder- und Jugendbuchpreis für das Manuskript von Fennymores Reise oder Wie man Dackel im Salzmantel macht
- 2012: Nominierung für den Hansjörg-Martin-Preis in der Kategorie Kinder- und Jugendkrimi von Fennymores Reise oder Wie man Dackel im Salzmantel macht
- 2012: Arbeitsstipendium des Landes Niedersachsen
- 2013: Schriftstellerresidenz im Ledig House/Omi International Arts Center, USA
- 2013: Nominierung für den Deutschen Hörbuchpreis von Fennymores Reise oder Wie man Dackel im Salzmantel macht
- 2014: Auf der Empfehlungsliste des Rattenfänger-Literaturpreises: Die haarige Geschichte von Olga, Henrike und dem Austauschfranzosen[3]
- 2015: Kinder- und Jugendbuchstipenium des Landes Niedersachsen[4]
- 2017: Esel des Monats April der Zeitschrift Eselsohr für Der Kaugummigraf
- 2017: Prix Chronos-2018-Nominierung von Der Kaugummigraf
- 2018: Jahresstipendium Literatur des Landes Niedersachsen[5]
- 2019: Aufenthaltsstipendium im Brecht Hus in Svendborg[6]
- 2020/2021:  Nominierung für den berliner kindertheaterpreis 2021 des GRIPS Theaters[7]
- 2021: Werkstipendium des Deutschen Literaturfonds[8] für die Arbeit an dem Kinderroman Elvis Gursinki und der Grabstein ohne Namen
- 2022: Die besten 7 Bücher für junge Leser im Dezember (Deutschlandfunk und Focus)[9]
- 2022: Arbeitsstipendium für Literatur in deutscher Sprache für Berliner Autorinnen und Autoren 2023[10]